# Bitwa pod Święcianami (1919)

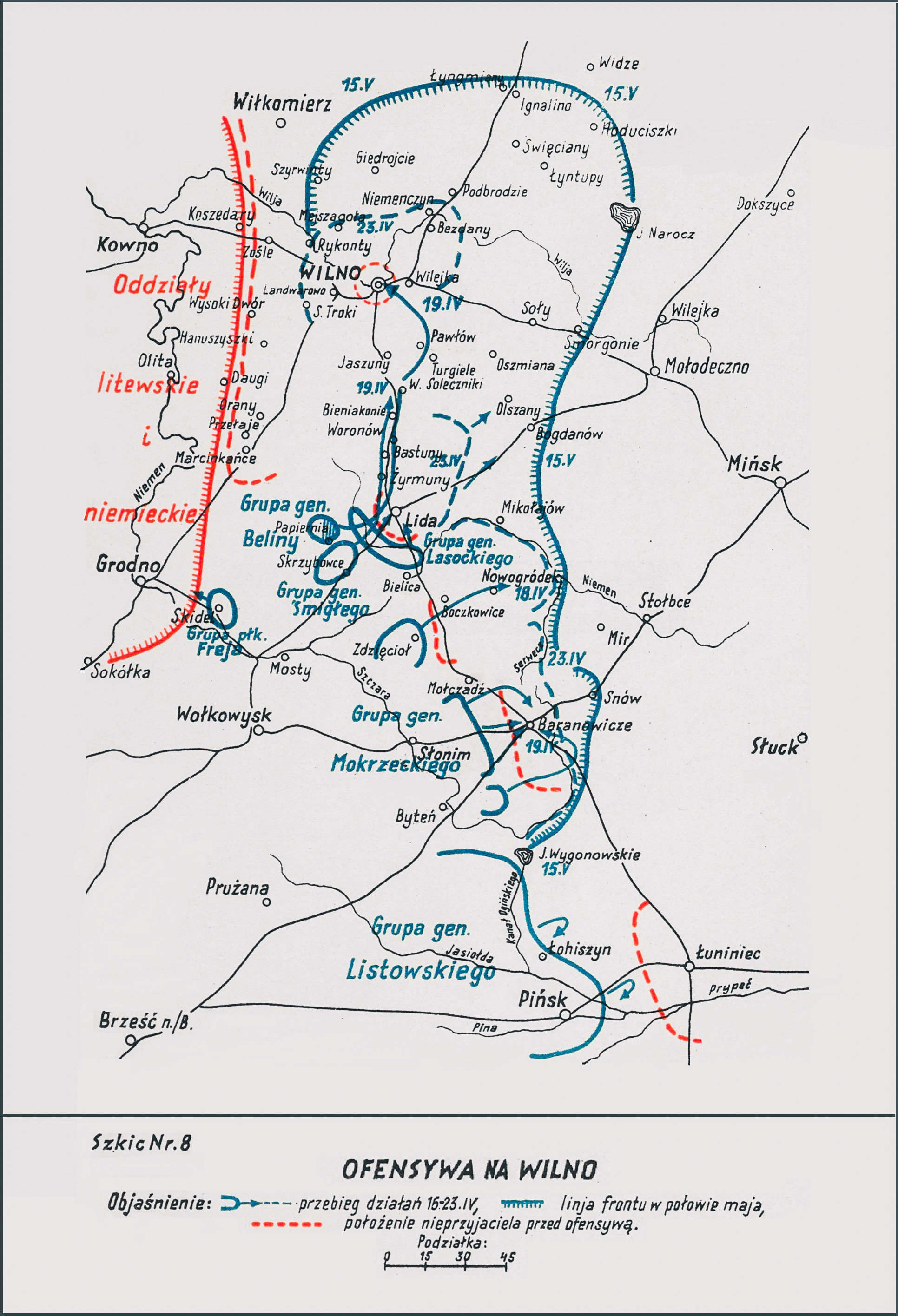
Adam Przybylski,
Wojna polska 1918–1921

Bitwa pod Święcianami – walki grupy mjr. Stefana Dęba-Biernackiego z oddziałami sowieckiej grupy Pugaczewskiego toczone w początkowym okresie wojny polsko-bolszewickiej.

## Geneza
W pierwszych miesiącach 1919 roku na wschodnich krańcach odradzającej się Rzeczypospolitej stacjonowały jeszcze wojska niemieckie Ober-Ostu. Ich ewakuacja powodowała, że opuszczane przez nie tereny od wschodu zajmowała Armia Czerwona. Jednocześnie od zachodu podchodziły oddziały Wojska Polskiego. W lutym 1919 jednostki polskie weszły w kontakt bojowy z oddziałami Armii Czerwonej. Rozpoczęła się nigdy nie wypowiedziana wojna polsko-bolszewicka.
16 kwietnia Naczelny Wódz Józef Piłsudski rozpoczął operację wileńską. Doprowadziła ona nie tylko do zajęcia Wilna, ale i do znacznego przesunięcia linii frontu na północ i wschód.
Na początku maja wojska polskie Frontu Litewsko-Białoruskiego gen. Stanisława Szeptyckiego rozpoczęły natarcie w kierunku wschodnim i północnym.

## Walczące wojska
| Jednostka                             | Dowódca                  | Podporządkowanie          |
| Wojsko Polskie                        |                          |                           |
| dowództwo 2 Dywizji Piechoty Legionów | gen. Edward Śmigły-Rydz  | Front Litewsko-Białoruski |
| Grupa płk. Tokarzewskiego             | płk Michał Tokarzewski   |                           |
| ⇒ podgrupa mjr. Dęba- Biernackiego    | mjr Stefan Dąb-Biernacki | 2 DP Leg.                 |
| → I/5 pułku piechoty Legionów         |                          |                           |
| → II/5 pułku piechoty Legionów        |                          |                           |
| → 1/6 pułku piechoty Legionów         |                          |                           |
| → 6/6 pułku piechoty Legionów         |                          |                           |
| ⇒ podgrupa mjr. Zajchowskiego         | mjr Zygmunt Zajchowski   |                           |
| → 5 i 8/5 pułku piechoty Legionów     |                          |                           |
| → pluton 9 pułku artylerii polowej    |                          |                           |
| Armia Czerwona                        |                          |                           |
| ⇒ grupa Pugaczewskiego                | Pugaczewski              | Armia Zachodnia           |
| ⇒ Dywizja Litewska                    |                          | Armia Zachodnia           |
| ⇒ 17 Dywizja Strzelców                |                          | Armia Zachodnia           |

## Walki pod Święcianami
Na początku maja 1919 w rejonie Wilna stały oddziały 2 Dywizji Piechoty Legionów.
Celem odrzucenia wojsk sowieckich dalej na północ, zorganizowano grupę ppłk. Michała Tokarzewskiego w składzie: I i II batalion 5 pułku piechoty Legionów, I i II batalion 6 pułku piechoty Legionów, batalion poznański, 1 i 3 szwadron 1 pułku szwoleżerów, 5 szwadron 9 pułku ułanów, 4 bateria 9 pułku artylerii polowej, 2 bateria 6 pułku artylerii polowej, pół baterii 8 pap. W sumie grupa liczyła ponad 2400 żołnierzy i dziesięć dział.
12 maja z wojsk ppłk. Tokarzewskiego wydzielono między innymi grupę mjr. Stefana Dęba-Biernackiego (dowódca 5 pp Leg.). Jej zadaniem było opanowania linii Łyntupy – Nowe i Stare Kołtyniany – Święciany. Dowódca grupy mjr. Dąb-Biernacki przyjął dwukolumnowe ugrupowanie bojowe. 13 maja obie kolumny ruszyły do natarcia. Pierwsza pod dowództwem mjr. Dęba-Biernackiego w składzie 3, 4, 6 i 7 kompania 5 pułku piechoty Legionów, 1 i 6 kompania 6 pp Leg. oraz pluton 8 pap, wyruszyła z Kabaczek przez Orniany na Nowe Święciany. Druga kolumna, pod dowództwem kpt. Zygmunta Zajchowskiego, w składzie: 5 i 8 kompania 5 pułku piechoty Legionów oraz pluton 9 pap wymaszerowała z Powiewiórki przez Strunojcie na Stare Święciany.
14 maja kolumna mjr. Dęba-Biernackiego uderzyła na Nowo-Święciany i zdobyła je. Następnie zaatakowała folwark Druściany i wdarła się do Święcian. W mieście rozgorzały walki uliczne. W tym czasie od południowego wschodu uderzyła kolumna kpt. Zajchowskiego. W wyniku zaciętych walk Święciany zostały wyzwolone, a następnego dnia odbito Łyntupy i Ignalino.

Komunikaty prasowe Sztabu Generalnego donosiły:
- 16 V 1919 – Na odcinku północno-wschodnim od Wilna zajęliśmy dworzec w Nowo-Swięcianach, Swięciany i Murki. Nieprzyjaciel wycofał się w popłochu. Zdobyto olbrzymi materjał kolejowy i 5 karabinów maszynowych; wzięto około 100 jeńcow.
- 7 IX 1919 – Zdobycz nasza w Święcianach wzrosła do 200 jeńców, w tem 16 oficerów, zdobyto przytem 10 karabinów maszynowych. Pozatem bez zmiany.

## Bilans walk
W walkach o Święciany Polacy odnieśli zwycięstwo, a przeciwnik został odepchnięty od Wilna. Wzięto około dwustu jeńców, zdobyto dziesięć ckm-ów i kilkaset wagonów towarowych.